# Charline Vermont
Charline Vermont, née le 2 février 1983, est une praticienne en sexothérapie française, formatrice, autrice et créatrice de contenus autour de la sexualité positive et de la santé sexuelle. Depuis 2019, elle anime le compte Instagram « Orgasme et moi », qui rassemble plus de 780 000 abonnés en janvier 2025. Elle y livre des réflexions, des conseils et des témoignages.
Elle intervient également dans des établissements scolaires pour faire de l'éducation sexuelle auprès des adolescents. Elle insiste notamment sur l'importance du consentement.
En 2019, Charline Vermont lance sur son compte Instagram le hashtag #MMM, qui est utilisé sur les applications de rencontre pour signaler que la personne est abonnée à son compte et partage les valeurs comme « la liberté sexuelle, la bienveillance, les relations inclusives, respectueuses et sans jugement ».
En septembre 2021, Charline Vermont publie un livre d'éducation sexuelle à destination des enfants, Corps, amour et sexualité. Elle collabore également avec Netflix sur la troisième saison de la série Sex Education.

## Biographie

### Jeunesse
Durant son enfance, sa mère, cheffe de bloc en gynécologie et obstétrique, aime à lui présenter des cas cliniques puis à lui demander quels examens pourraient être utiles. Elle est donc, dès le plus jeune âge baignée dans le monde de l’intime et souhaite elle-même être médecin. 
À l'âge de 14 ans, Charline Vermont subit une grave crise d'anorexie, puis à 20 ans est victime d'un grave accident d'escalade : la paroi sur laquelle elle se trouve se dérobe sous elle et elle fait une chute de plusieurs dizaines de mètres qui la laisse entre la vie et la mort. Après 8 mois d’hospitalisation dans une clinique de rééducation de Saint-Maurice dans le Val de Marne, elle reprend ses études et obtient son diplôme de l’ESCP. À la suite de cet accident, elle décide de mener la vie qu'elle veut sans se soucier des autres. Elle décrit cet épisode comme une seconde naissance. Elle se lance alors dans de nombreux voyages.

### Début de carrière
À 21 ans elle part à San Francisco, où elle exerce comme assistante d’un juge fédéral en journée et travaille le soir comme serveuse au “Castro”, un club gay, où elle fait d’ailleurs son coming out[Lequel ?]. Après un bref retour en France, elle part en 2006 habiter en Chine où elle est stagiaire dans un cabinet d'affaires. En parallèle de cet emploi, elle fonde le premier club gay de Pékin, le “Destination”. Elle part ensuite à Berlin où elle vit en communauté dans un immeuble du Prenlauer Berg. Elle revient en France diplômée d’un master de droit des affaires et d’un master d’économétrie et statistique obtenus à l'université Humboldt de Berlin. A son retour, alors qu’elle a 24 ans, elle intègre une entreprise du CAC 40 qui lui permet de continuer à se déplacer aux quatre coins du monde. Elle finit par arriver à un poste stratégique où elle touche un salaire très élevé. En parallèle, elle rencontre son mari, en 2007, dans une salle d’escalade de Fontainebleau. Ensemble, ils ont 3 enfants. Durant cette période, elle joue également dans un groupe de rock sur son temps libre.
Quelques années plus tard, alors qu’elle est déjà mariée et mère de 3 enfants, elle a un “élan de vie” et avec l’aide d’un thérapeute, ouvre son couple au polyamour. Elle crée un blog pour documenter cette nouvelle vie.

### Éducation sexuelle sur les réseaux sociaux
Le 9 Février 2019, Charline Vermont crée le compte Instagram Orgasme et moi pour y parler de sexualité. En 2021, elle se rémunère et embauche quatre personnes, grâce à 8 partenariats annuels avec différentes marques.
Peu après la création du compte, elle crée, avec la communauté le hashtag #MMM qui devient un symbole de ralliement des personnes qui suivent son compte. Ce hashtag est notamment arboré sur les sites de rencontre pour se retrouver entre personnes qui partagent les mêmes valeurs en ce qui concerne la sexualité : respect, bienveillance, consentement, recherche de plaisir partagé. Ce sigle signifie d’abord « mecs et meufs merveilleux » puis change en « mixed marvelous minds » (un mélange d’âmes merveilleuses), afin de le rendre plus inclusif, notamment pour les personnes qui ne se reconnaissent pas dans les identités homme ou femme. Néanmoins, Charline Vermont dénonce une récupération de ce termes par des hommes cisgenre hétérosexuels sur les applications de rencontre, afin de se donner une image pro-féministe positive dans le seul but de multiplier leurs partenaires sexuels.
Charline Vermont décide de se former pour devenir praticienne en sexothérapie et formatrice en santé sexuelle. En parallèle de son activité sur Instagram, elle anime des conférences pour une éducation positive à la sexualité, auprès d’agents de la ville de paris, dans les collèges et lycées, à l’UNESCO et auprès d’étudiants en médecine. Elle a même inauguré le nouveau diplôme en santé sexuelle de la Sorbonne en 2022.
En 2021, pour essayer de pallier la carence d’éducation à la sexualité que l’on observe en France malgré les cours obligatoire d’éducation sexuelle au long de la scolarité, elle publie un livre ressource pour les parents et enseignants qui permet selon elle de créer un “espace safe" pour lancer des discussions autour de la sexualité”. Ce livre “corps, amour, sexualité : les 100 questions que vos enfants vont vous poser” paru chez Albin Michel et illustré par Juliette Mercier est réédité en 2022 dans une édition augmentée écrite en collaboration avec sa communauté. La même année, elle collabore également avec Netflix pour la production de la saison 3 de la série Sex-education.

## Publications
- Charline Vermont, Corps, amour, sexualité: les 100 questions que vos enfants vont vous poser, Albin Michel, 15 septembre 2021, 208 p.  (ISBN 2226465537), OCLC 1292466965)
- Charline Vermont, Corps, amour, sexualité: les 120 questions que vos enfants vont vous poser, Albin Michel, 5 octobre 2022, 208 p.  (ISBN 2226478450)
- Charline Vermont, Corps, amour, sexualité: y’a pas d’âge pour se poser des questions, Albin Michel, 25 octobre 2023, 320 p.  (ISBN 2226478396)

### Note
1. ↑  MMM signifie d'abord « Mecs / Meufs Merveilleux » avant de devenir « Mixed Marvelous Minds » (en anglais, « un mélange d’âmes merveilleuses »), afin de rendre sa signification plus inclusive pour les personnes non binaires.